# Bushi shōgi
Bushi shōgi (武士将棋 "Scacchi dei samurai") è una piccola variante dello shōgi disegnata dal finlandese Georg Dunkel. Il gioco è stato pubblicato nel 2000 ed è giocato da due giocatori su una scacchiera di dimensioni 1x2 con due figure a forma di cubo. È stato inserito nella categoria dei dadi di strategia astratti.

## Regole
All'inizio del gioco il tabellone deve essere vuoto in modo che il primo giocatore (Nero) possa far cadere il suo samurai sul quadrato nero su un lato in base alle proprie preferenze. Ma puntare la spada al tuo avversario al tuo primo lancio conta come una mossa illegale. Dopo che entrambi i giocatori hanno lasciato cadere il loro samurai il gioco continua.

## Figure
Su ogni lato dei due samurai in bianco e nero vi sono due kanji (simbolo giapponese), il samurai (武士) e la sua spada (刀).
|    | 刀   |    |
| 刀 | ▲    | 刀 |
|    | 武士 |    |

|  | 武士 |
|  | ▼    |
|  | 刀   |

|    | 武士 |  |
| 刀 | ▼    |  |
|    |      |  |

|  |      |    |
|  | ▲    | 刀 |
|  | 武士 |    |

|      |   |    |
| 武士 | ► | 刀 |
|      |   |    |

|  | 武士 |    |
|  | ▼    | 刀 |
|  |      |    |

## Movimento
Un giocatore può muovere il proprio samurai ruotando e rotolando il cubo nel modo seguente: 
- ruotare il cubo di 90° in senso orario
- rotolare il cubo in avanti
- rotolare il cubo verso sinistra
- rotolare il cubo verso destra

Se la spada di un giocatore è puntata sull'avversario, è "scacco". Se questo controllo si verifica quando la spada dell'avversario non era già puntata sul giocatore, l'unica mossa legale dell'avversario è quella di ruotare il cubo in senso orario. Se la spada dell'avversario è stata puntata contro il giocatore, l'avversario deve invece rotolare nella direzione in cui è rivolto il suo samurai. Se lo scacco si verifica quando entrambi i samurai ed entrambe le spade sono uno di fronte all'altro, è scaccomatto e l'ultimo giocatore ad aver mosso vince.